# Cryptocephalus trimaculatus
Cryptocephalus trimaculatus es una especie de insecto coleóptero de la familia Chrysomelidae.
Fue descrita científicamente en 1790 por Rossi.